# Cropredy
Cropredy est un village et une paroisse civile anglais situé dans le comté de l'Oxfordshire. En 2011, sa population était de 717 habitants.

## Source de la traduction
- (en) Cet article est partiellement ou en totalité issu de l’article de Wikipédia en anglais intitulé « Cropredy » (voir la liste des auteurs).